# Three Cheers for Sweet Revenge
Three Cheers for Sweet Revenge (в переводе с англ. — «Троекратное ура сладкой мести», обычно название альбома сокращают на Revenge или Three Cheers) — второй студийный альбом американской рок-группы из Нью-Джерси My Chemical Romance, выпущенный 8 июня 2004 года на лейбле Reprise Records. Альбом стал успешным для группы и для лейбла. Журнал Metal Hammer включил Three Cheers for Sweet Revenge в 20 лучших рок-альбомов 2004 года. Журнал Rolling Stone включил альбом в список «40 величайших эмо-альбомов всех времён» (позиция № 10). Пластинка получила платину в нескольких странах, а вышедшие синглы часто попадали в чарты и получали различные награды.
Пластинка получила более качественный и чистый звук, по сравнению с прошлым дебютом, продюсером альбома стал Говард Бэнсон. Это был последний релиз группы, в котором участвовал барабанщик Мэтт Пелиссиер. Обложку к этому альбому нарисовал вокалист группы Джерард Уэй. С альбома вышло четыре сингла, треки «Helena», «I’m Not Okay (I Promise)», «The Ghost Of You» получили экранизацию в виде клипа.
В апреле 2024 года было объявлено о выходе «делюкс-издания» альбома, содержащего все пересведенные и прошедшие ремастеринг оригинальные песни и четыре ранее не выпускавшихся концертных композиции; выход состоялся 6 июня 2025 года

## Запись и релиз
Альбом был записан в жанрах «альтернативный рок», «эмо», «поп-панк» и «панк-рок». Музыкально, пластинка отличается от дебютного альбома «I Brought You My Bullets, You Brought Me Your Love», который больше походил на метал и хардкор. Группа продемонстрировала новое качество звучания песен, они отошли от скримо-частей первой пластинки в пользу звука, соединив рок-оперу, хардкор-панк и эмо-рок. «Three Cheers for Sweet Revenge» часто сравнивают с творчеством Misfits, AFI и Thursday.
⠀⠀⠀ Альбом повествует историю о любовной паре, которых разлучает смерть в перестрелке, и любовник попадает в ад только для того, чтобы узнать, что партнёрша всё еще жива. Дьявол говорит, что может вернуть любовницу, только если парень принесёт дьяволу души тысячи злых людей. Мужчина соглашается на сделку, и дьявол вручает ему пистолет. Это была основная идея альбома, на которую мы опирались, но здесь (в пластинке) больше говорится о потере и утраты жизни.
⠀⠀⠀
Оригинал: The concept for the record Three Cheers For Sweet Revenge, was the story of a man and a woman who are separated by death in a gunfight and he goes to hell only to realize by the devil telling him that she’s still alive. The devil says you can be with here again if you bring me the souls of a thousand evil men and so he hands him and a gun and he says I’ll go do it. That was the idea behind the concept, the record ended up being much more about loss and real life than anything, so I would say it’s a good split.Джерард Уэй
Продюсером альбома стал Говард Бэнсон, который ранее работал с известными рок-группами (Three Days Grace, Skillet и т. д.). Иногда у группы случались разногласия с продюсером: Джерард Уэй говорил, что все участники группы ненавидят финальный куплет в The Ghost of You, который не должен был войти в релиз. Спустя пять месяцев записи Three Cheers for Sweet Revenge вышел 8 июня 2004 года. Пластинка стала успешной и для лейбла, и для самой группы. Только за лето 2004 года было продано около 120.000 копий альбома. Только в США было продано более трёх миллионов копий пластинки. Альбом получил платину в США, Великобритании, Канаде и золото во многих других странах. В конце 2005 года My Chemical Romance выиграли награду от Kerrang! Awards за лучший альбом.
Первый сингл «I’m Not Okay (I Promise)» вышел 13 сентября 2004 года вместе с клипом, в итоге став одним из главных хитов My Chemical Romance. Вокалист группы Джерард Уэй прозвал трек как «горячий смехотворно-запоминающийся поп-панк». При этом критики из AllMusic и Rolling Stone назвали песню «трогательным гимном для депрессивной молодёжи». NME положительно отозвались о клипе, сказав, что трёхминутное чувство вины за героя клипа приносит большое удовольствие. Сингл был номинирован на премию Kerrang! за лучший сингл и достиг 86-го места в американском Billboard Hot 100. В 2020 году издание Forty Five назвал I’m Not Okay самой лучшей эмо-песней, сказав, что ничего не может так точно описать эмо-подростков нулевых, как эта песня.
Девятая композиция «Thank You for the Venom» стала вторым синглом из альбома. Он вышел 13 декабря 2004 года, заняв 71 место в чартах синглов Великобритании.
Третий сингл «Helena (So Long & Goodnight)» вышел 3 марта 2005 года вместе с клипом, где участники группы скорбят о умершем человеке посреди похорон, а зрители танцуют вальс.. Трек был посвящен умершей бабушке Джерарда и Майки. Как и прошлый сингл, Helena стала одним из главных хитов группы, озаглавив рок-чарты Великобритании и заняв 33 место в U.S. Billboard Hot 100. Трек вошёл в десятку величайших гот-треков по версии NME. My Chemical Romance стали лауреатами Kerrang! Awards 2005, получив награду за лучший клип (Helena).
Четвёртый и последний сингл «The Ghost of You» вышел 30 августа 2005 года вместе с клипом, который стоил более миллиона американских долларов. В клипе повествуется история о войне и потере близкого человека; участники группы исполняют песню в армейских нарядах и участвуют в войне. Сингл озаглавил метал-рок-чарты Великобритании и занял 34 место в Billboard Hot 100.

## Критика
| Оценки критиков               | Оценки критиков |
| Источник                      | Оценка          |
| ----------------------------- | --------------- |
| AllMusic                      | [ 24 ]          |
| Blender                       | [ 25 ]          |
| IGN                           | 7.1/10          |
| Pitchfork                     | 8.2/10          |
| Rolling Stone                 | [ 28 ]          |
| The Rolling Stone Album Guide | [ 29 ]          |
| Stylus Magazine               | B               |

В целом, пластинка получила положительные отзывы. Джонни Лофтус из AllMusic написал, что с помощью продюсера Говард Бэнсона они отполировали эксцессы новичков в прошлом альбоме, получив «чертовски» достойный продукт. Энди Гринвальд из Blender отметил, что Джерард интегрировал элементы своей жизни в пластинку, что его «задыхающееся нытьё переходит из школьной жизни („I’m Not Okay“) во взрослую». Ян Мазерс из Stylus Magazine посчитал, что группа смогла исполнить двенадцать идеальных песен и интерлюдию за тридцать девять минут, добавив, что даже после конца альбома чувства не угасают, в то время как Кирк Миллер из Rolling Stone описал пластинку как «чертовски хорошо проведенное время». JR, критик IGN написал более сдержанный отзыв, назвав альбом хорошим, но не таким экспериментальным и интересным, каким он мог бы быть. Роберт Кристгау дал альбому «неудачную» оценку, никак не прокомментировав.

## Влияние
В феврале 2006-го, в Соединённых Штатах пластинка разошлась тиражом более 1.300.000 копий, на данный момент продано более 3.000.000 копий. Альбом получил трёхкратную платину в США, двукратную платину в Канаде, платину в Великобритании и золото в Новой Зеландии, Чили, Мексике, Австралии, Аргентине и Ирландии.
Альбом занял пятое место в топ-50 альбомов года по версии Rock Sound, тридцать четвёртое место в топ-40 лучших альбомов 2004 года по версии Spin, третье место в рейтинге альбомов 2004 года по версии Kerrang! и седьмое место в рейтинге альбомов 2004-го по версии Metal Hammer. В 2005 году пластинка попала в рейтинг «20 эмо-альбомов, которые прошли проверку времени» от NME. В 2014 году Spin сделал рейтинг «300 лучших альбомов за последние 30 лет (1985—2014)», где альбом занял 260-е место, сказав, что альбом это сочетание «унылого рока The Smiths, гот-панка The Damned и мрачного настроения The Cure». В рейтинге 2016 года «40 величайших эмо-альбомов» от Rolling Stone, пластинка заняла десятую строчку, добавив, что «альбом был концептуальным сиквелом, расширяющий прошлый концепт дебютной пластинки в более качественную постановку, полную размышлений о жизни и смерти».
| Издание       | Страна         | Название                                            | Год  | Место |
| ------------- | -------------- | --------------------------------------------------- | ---- | ----- |
| Rock Sound    | Великобритания | Топ-50 альбомов года                                | 2004 | 5     |
| Spin          | США            | 40 лучших альбомов 2004 года                        | 2004 | 34    |
| Kerrang!      | Великобритания | Альбомы года                                        | 2004 | 3     |
| Metal Hammer  | Великобритания | Альбомы 2004-го                                     | 2004 | 7     |
| NME           | Великобритания | 20 эмо-альбомов, которые прошли проверку времени    | 2005 | -     |
| Spin          | США            | 300 лучших альбомов за последние 30 лет (1985—2014) | 2014 | 260   |
| Rolling Stone | США            | 40 величайших эмо-альбомов                          | 2016 | 10    |

## Список композиций
Слова и музыка всех песен My Chemical Romance.
| №                   | Название                                                 | Длительность |
| ------------------- | -------------------------------------------------------- | ------------ |
| 1.                  | «Helena (So Long & Goodnight)»                           | 3:22         |
| 2.                  | «Give 'Em Hell, Kid»                                     | 2:18         |
| 3.                  | «To the End»                                             | 3:01         |
| 4.                  | «You Know What They Do to Guys Like Us in Prison»        | 2:53         |
| 5.                  | «I’m Not Okay (I Promise)»                               | 3:08         |
| 6.                  | «The Ghost of You»                                       | 3:23         |
| 7.                  | «The Jetset Life Is Gonna Kill You»                      | 3:37         |
| 8.                  | «Interlude»                                              | 0:57         |
| 9.                  | «Thank You for the Venom»                                | 3:41         |
| 10.                 | «Hang 'Em High»                                          | 2:47         |
| 11.                 | «It's Not a Fashion Statement, It's a Fucking Deathwish» | 3:30         |
| 12.                 | «Cemetery Drive»                                         | 3:08         |
| 13.                 | «I Never Told You What I Do for a Living»                | 3:51         |
| Общая длительность: | Общая длительность:                                      | 39:36        |

Издание для Японии
| №                   | Название                  | Длительность |
| ------------------- | ------------------------- | ------------ |
| 14.                 | «Bury Me in Black (Demo)» | 2:37         |
| Общая длительность: | Общая длительность:       | 42:13        |

## Участники записи
Вся информация взята с Discogs.
| My Chemical Romance - Фрэнк Айеро — гитара, бэк-вокал - Мэтт Пиллисиер — барабаны, перкуссия - Рэй Торо — лид-гитары, бэк-вокал - Джерард Уэй — вокал - Майки Уэй — бас-гитара | Второстепенные музыканты - Берт МакКрэккен — дополнительный голос для «You Know What They Do to Guys Like Us in Prison» - Кейт Моррис — дополнительный голос для «Hang 'Em High» - Ринат — дополнительный голос для «The Ghost of You» - Говард Бэнсон — 1958 Hammond B3 |

### Запись
- Говард Бэнсон — продюсер, микшинг
- Рич Кости — микшинг
- Крэйг Ааронсон — A&R
- Брайан Счечтер — менеджмент
- Майк Плотников — запись
- Эрик Дж. Миллер — дополнительный инженер
- Пол Декарли — Pro Tools и программирование
- Джон Никольсон — техника барабанов
- Кейт Нэлсон — техника гитар
- Том Бэйкер — мастеринг
- Мэтт Гриффен — координатор производства
- Дана Чайлдс — координатор производства
- Марк Холлей — ассистент дизайнера

## Чарты
| Чарты (2004—2006)                 | Высшая позиция |
| --------------------------------- | -------------- |
| Австралия (ARIA)                  | 38             |
| Австрия (Ö3 Austria)              | 73             |
| Германия (Offizielle Top 100)     | 57             |
| Ирландия (IRMA)                   | 36             |
| Новая Зеландия (RMNZ)             | 30             |
| Шотландия (Scottish Albums Chart) | 46             |
| Великобритания (UK Albums Chart)  | 34             |
| США (Billboard 200)               | 28             |
| США (Billboard Top Rock Albums)   | 14             |

| Чарты (2020)                           | Высшая позиция |
| -------------------------------------- | -------------- |
| США (Billboard Top Alternative Albums) | 6              |

| Чарты (2005)                    | Позиция |
| ------------------------------- | ------- |
| Великобритания (UK Albums, OCC) | 116     |
| США (Billboard 200)             | 58      |

| Чарты (2021)                     | Позиция |
| -------------------------------- | ------- |
| США (Top Rock Albums, Billboard) | 51      |

### Синглы
| Год  | Сингл                      | Высшая позиция | Высшая позиция     | Высшая позиция      | Высшая позиция | Высшая позиция | Высшая позиция |
| Год  | Сингл                      | США (Hot 100)  | США (Альтернатива) | США Mainstream Rock | Великобритания | Новая Зеландия | Австралия      |
| ---- | -------------------------- | -------------- | ------------------ | ------------------- | -------------- | -------------- | -------------- |
| 2004 | «I'm Not Okay (I Promise)» | 86             | 4                  | —                   | 19             | 38             | 65             |
| 2004 | «Thank You for the Venom»  | —              | —                  | —                   | 71             | —              | —              |
| 2005 | «Helena»                   | 33             | 11                 | —                   | 20             | 27             | 78             |
| 2005 | «The Ghost of You»         | 84             | 9                  | 38                  | 27             | —              | —              |

## Сертификации
| Регион | Сертификация  | Продажи   |
| --- | ------------- | --------- |
| Австралия (ARIA) | Золотой       | 35 000^   |
| Канада (Music Canada) | Платиновый    | 100 000^  |
| Ирландия (IRMA) | Золотой       | 7500^     |
| Мексика (AMPROFON) | Золотой       | 50 000^   |
| Великобритания (BPI) | Платиновый    | 300 000^  |
| США (RIAA) | 3× Платиновый | 3 000 000 |
| ^ Данные о тиражах приведены только на основе сертификации. · Данные о продажах + прослушиваниях приведены только на основе сертификации. |               |           |

## История релиза
Вся информация взята с музыкального сервиса Discogs.
| Страна         | Дата            | Лейбл   | Формат   | Каталог    |
| -------------- | --------------- | ------- | -------- | ---------- |
| Австралия      | 11 апреля 2005  | Reprise | CD       | 9362486152 |
| Япония         | 22 июля 2004    | Reprise | CD       | WPCR11890  |
| Япония         | 26 января 2005  | Reprise | CD+DVD   | WPZR30075  |
| Япония         | 24 июня 2009    | Reprise | CD       | WPCR13504  |
| Великобритания | 3 сентября 2004 | Reprise | CD       | 9362486152 |
| США            | 8 июня 2004     | Reprise | CD       | 486152     |
| США            | 16 декабря 2008 | Reprise | Vinyl LP | 148615     |